# Liste von Persönlichkeiten der City Bangor (Maine)
Die folgende Liste beschäftigt sich mit den Persönlichkeiten von Bangor.

## Söhne und Töchter Bangors

### 1777–1850
- James Carr (1777–1818), Politiker
- Mark Trafton (1810–1901), Politiker
- Silas C. Hatch (1821–1890), Politiker und Geschäftsmann
- Donald C. McRuer (1826–1898), Politiker
- Abner Taylor (1829–1903), Politiker
- Henry Williamson Haynes (1831–1912), Archäologe
- Susan Hallowell (1835–1911), Botanikerin und Hochschullehrerin
- John F. Appleton (1838–1870), Jurist und Brevet-Brigadegeneral
- Blanche Willis Howard (1847–1898), Schriftstellerin

### 1851–1900
- Frederic Parkhurst (1864–1921), Politiker und Gouverneur von Maine
- Frederick W. Plaisted (1865–1943), Politiker und Gouverneur von Maine
- John Irwin Hutchinson (1867–1935), Mathematiker
- Benjamin Oliver Foster (1872–1938), Klassischer Philologe
- Donald F. Snow (1877–1958), Politiker
- Elliott Cutler (1888–1947), Chirurg
- Carl Frederick Holden (1895–1953), Vizeadmiral
- Paul White (1895–1973), Dirigent

### 1901–1950
- Robert Haskell (1903–1987), Politiker und Gouverneur von Maine
- Edward Cornelius O’Leary (1920–2002), Geistlicher und römisch-katholischer Bischof von Portland
- Walter F. Ulmer (* 1929), Generalleutnant der United States Army
- Chuck Peddle (1937–2019), Elektronik-Ingenieur
- William Cohen (* 1940), Politiker und Verteidigungsminister der Vereinigten Staaten
- John McKernan Jr. (* 1948), Politiker und Gouverneur von Maine
- Charles Rocket (1949–2005), Schauspieler

### 1951–2000
- John Baldacci (* 1955), Politiker und Gouverneur von Maine
- Chris Kelsey (* 1961), Sopransaxophonist, Komponist und Musikjournalist
- Kevin Mahaney (* 1962), Regattasegler
- Scott Douglas (* 1963), Rollstuhltennisspieler
- Todd Verow (* 1966), Filmemacher
- Stephanie Niznik (1967–2019), Schauspielerin
- Eric Saindon (* 1969), VFX Supervisor
- Kate Snow (* 1969), Journalistin
- Sarah Parcak (* 1979), Archäologin
- Derek Damon (* 1980), Eishockeyspieler
- Howie Day (* 1981), Sänger und Songwriter
- Jon DiSalvatore (* 1981), Eishockeyspieler
- Jeremy Viner (* 1985), Jazzmusiker
- Courtney LaPlante (* 1989), Metalsängerin

## Persönlichkeiten, die in Bangor gewirkt haben
- Gorham Parks (1794–1877), Politiker und Anwalt
- Hannibal Hamlin (1809–1891), Politiker und Vizepräsident der Vereinigten Staaten
- Charles A. Boutelle (1839–1901), Politiker und Zeitungsverleger
- Daniel F. Davis (1843–1897), Politiker und Gouverneur von Maine
- Hannibal Emery Hamlin (1858–1938), Politiker und Maine Attorney General
- John G. Utterback (1872–1955), Politiker und Unternehmer
- Stephen King (* 1947), Schriftsteller
- Tabitha King (* 1949), Schriftstellerin
- Stephen Typaldos (1957–2006), Arzt und Osteopath
- Joe Hill (* 1972), Schriftsteller